# NGC 2623
NGC 2623 (conosciuta anche come ARP 243) è una galassia interagente situata a circa 263 milioni di anni luce di distanza nella costellazione del Cancro . Poiché NGC 2623 è nell'ultimo stadio "fusionale", la pressione del gas all'interno della galassia sta portando ad una gran mole di formazione stellare, e alla sua struttura "unica", composta da un nucleo luminoso e due code di marea estese. NGC 2623 fu scoperta il 19 gennaio 1885 da Édouard Jean-Marie Stephan,  e vi è stata osservata una sola supernova (di tipo 1a), SN 1999gd, nel 1999.

## Caratteristiche
NGC 2623 è in una fase avanzata di fusione. Si pensa che la Via Lattea finirà per assomigliare a questa galassia quando entrerà in collisione con la vicina Galassia di Andromeda, entro quattro miliardi di anni.
Non deve sorprendere che le galassie interagenti abbiano un effetto catastrofico le une sulle altre. Gli studi hanno rivelato che quando le galassie si avvicinano, enormi quantità di gas vengono attratte da ciascuna galassia verso il centro dell'altra, fino a quando, alla fine del processo, le due si fondono in un'unica enorme galassia. NGC 2623 è nelle fasi finali di tale processo, con i centri delle due galassie originali ora fusi in un unico nucleo, mentre dal nuovo nucleo si estendono due code di marea formate, perlopiù, da giovani stelle, un preciso indicatore, questo, che ha avuto luogo una fusione.
La prominente coda inferiore è riccamente popolata di ammassi stellari luminosi: ne sono stati contati un centinaio. Questi ammassi potrebbero essersi formati come parte di un anello di materiale allungato, associato alla coda superiore, oppure potrebbero essersi formati da detriti ricaduti sul nucleo. Oltre a questa regione attiva di formazione stellare, entrambi i bracci galattici ospitano stelle molto giovani nelle prime fasi del loro percorso evolutivo.

### Proprietà
NGC 2623 si estende per cinquantamila anni luce e la luminosità infrarossa di questa galassia è 3,3×10 11 L☉ ( luminosità solare ). Questo livello di emissione si osserva nelle galassie di Seyfert, i cui nuclei sono particolarmente luminosi. Il modulo di distanza è 34,50.

### Classificazione
Anche il centro di questa galassia è ricco di molte stelle giovani generate dalla fusione. Poiché ve ne è una quantità così rilevante, NGC 2623 è classificata come una galassia di Seyfert. Le galassie di Seyfert hanno nuclei molto luminosi, e proprietà simili ai quasar. Entrambi sono nuclei di galassie che contengono buchi neri supermassicci attivi, ed emettono livelli di energia molto elevati. Le galassie di Seyfert tendono ad emettere una quantità molto inferiore di luce visibile. Questa classe di galassie è relativamente rara, visto che solo il 2% delle galassie a spirale rientra in questa categoria.
NGC 2623 ha acquisito la sua forma 'singolare' a causa di una collisione, e successiva fusione, tra due galassie separate. Questo violento incontro ha causato la compressione e il rimescolamento delle nubi di gas all’interno dei due corpi celesti, innescando un picco di formazione stellare. Questa formazione stellare attiva è evidenziata da insiemi di 'lentiggini' di un blu luccicante, che possono essere notati sia al centro, che lungo le scie di polvere e gas che formano le code di marea. Queste code si estendono per circa 50.000 anni luce da un'estremità all'altra. Molte stelle giovani e  "calde" formano luminosi ammassi stellari: se ne sono contati almeno 170.